# ティム・コリンズ (野球)
ティモシー・"ティム"・コリンズ（Timothy "Tim" Collins, 1989年8月21日 - ）は、アメリカ合衆国マサチューセッツ州ウースター出身の元プロ野球選手（投手）。左投左打。
身長は公称5フィート7インチ（約170.2cm）で、2012年のMLBで最も背が低い投手であった。実際の身長は5フィート5インチ（約165.1cm）程度だとも言われている。2014年時点でも、MLBでヒューストン・アストロズのホセ・アルトゥーベに次ぐ2番目に身長が低い選手であった。

## 経歴

### プロ入り前
ウースター・テクニカル高等学校時代の最終学年には1試合平均16個の奪三振を記録し、地区大会の決勝ではノーヒット・ノーランも達成したが、低身長が嫌われ、2007年のMLBドラフトではどの球団からも指名されなかった。

### プロ入りとブルージェイズ傘下時代
高校卒業後はNCAAディビジョンⅠの大学からも声が掛からず、コミュニティカレッジ・オブ・ロードアイランドへ進学することが決まったが、同年夏、トロント・ブルージェイズのJ・P・リッチアーディGM（当時）が他の選手の視察に訪れていた試合で4イニングを投げたコリンズは、打者12人を全て三振に打ち取る快投を見せた。これがリッチアーディの目に留まり、アマチュア・フリーエージェントとして念願のプロ入りを果たした。契約金は僅か1万ドルであった。プロ入り後は全てリリーフとして登板している。

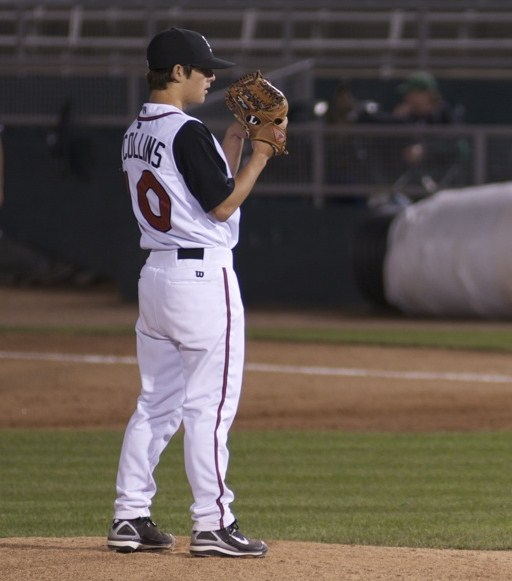
A級ランシング時代のコリンズ(2008年)

2008年はA級ランシング・ラグナッツで39試合に登板して防御率1.58を記録した。
2009年はA+級ダニーデン・ブルージェイズで40試合に登板して防御率2.37という成績を残し、シーズン終盤には19歳でのAA級昇格を果たした。
2010年はAA級ニューハンプシャー・フィッシャーキャッツで防御率2.51、奪三振率は驚異の15.28を記録した。

### ブレーブス傘下時代
2010年7月14日にユネル・エスコバー、ジョジョ・レイエスとのトレードで、アレックス・ゴンザレス、タイラー・パストルニッキーと共にアトランタ・ブレーブスへ移籍した。AA級ミシシッピ・ブレーブスで6試合に登板した。

### ロイヤルズ時代
2010年7月31日にリック・アンキール、カイル・ファーンズワースとの交換要員の1人としてカンザスシティ・ロイヤルズへ移籍した。ロイヤルズ移籍後はAAA級オマハ・ロイヤルズで15試合に登板し、防御率1.33という成績を残した。

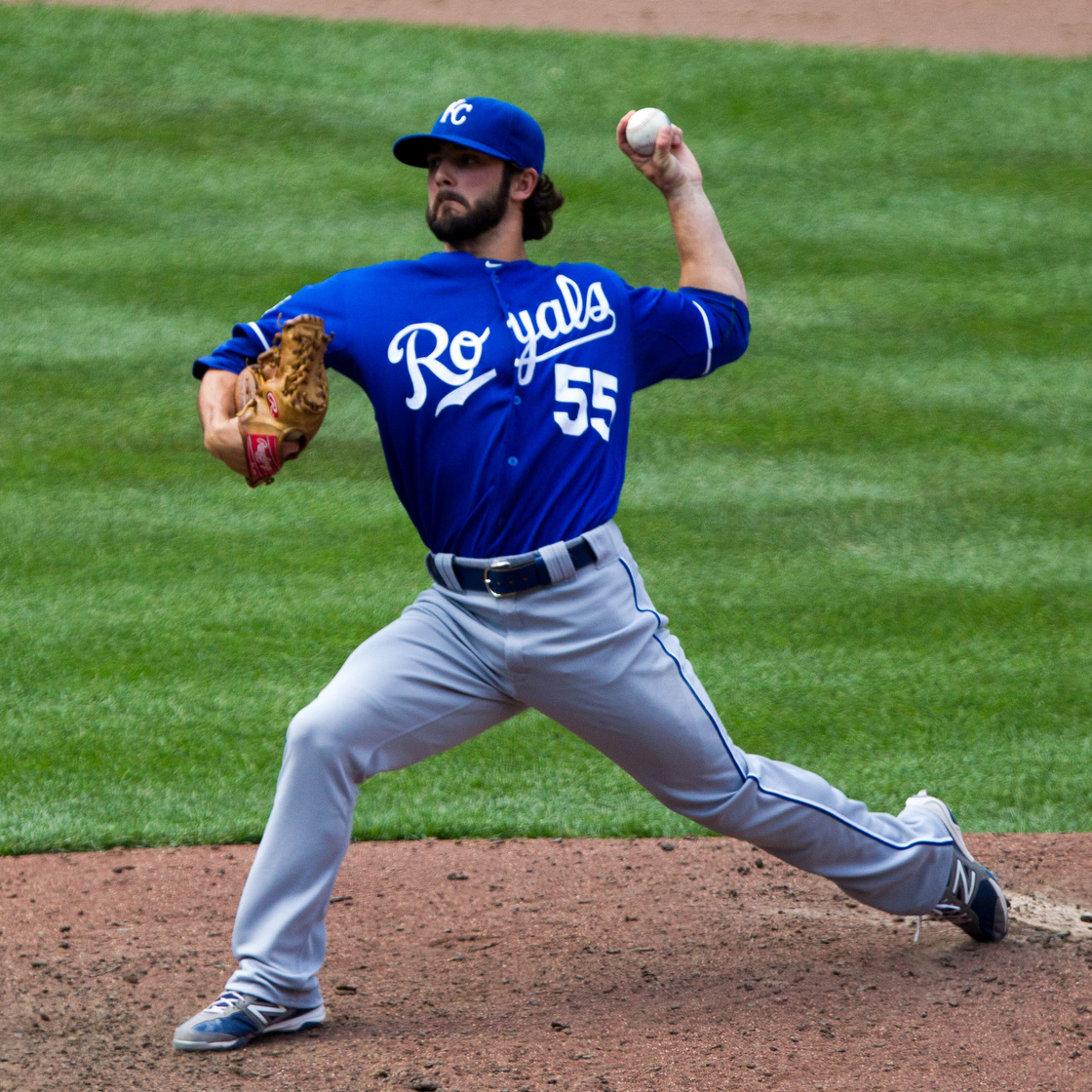
カンザスシティ・ロイヤルズ時代
(2012年5月27日)

2011年は開幕ロースターに入り、開幕戦のロサンゼルス・エンゼルス・オブ・アナハイム戦でメジャー初登板。貴重な左の中継ぎとしてフル回転し、ルーキーながら68試合に登板した。
2012年は72試合に登板。前年よりも四球率が低下し、奪三振率は12を超えた。
2013年開幕前の2月27日に第3回WBCのアメリカ合衆国代表に選出されたことが発表され、代表入りしている。シーズンでは66試合に登板して3勝6敗、防御率3.54、52奪三振を記録した。
2014年1月16日にロイヤルズと1年契約を結んだ。4月7日に左肘の故障で15日間の故障者リスト入りした。
2015年5月11日にトミー・ジョン手術を受け、1試合も登板することなくシーズンを終了した。オフに147万5000ドルの1年契約を結んだ。
2016年もメジャー・マイナーともに投げる機会はなかった。オフの11月18日にFAとなった。

### ナショナルズ時代
2016年12月13日にワシントン・ナショナルズとマイナー契約を結び、2017年のスプリングトレーニングに招待選手として参加することになった。
2017年はマイナーで3年ぶりに公式戦登板を果たした。傘下のルーキー級ガルフ・コーストリーグ・ナショナルズ、A+級ポトマック・ナショナルズ、AA級ハリスバーグ・セネターズでプレーし、3球団合計で18試合（先発2試合）に登板して1勝2敗、防御率7.79、23奪三振を記録した。オフの11月6日にFAとなったが、12月29日にマイナー契約で再契約した。
2018年は開幕をAAA級シラキュース・チーフスで迎え、5月21日にメジャー契約を結んでアクティブ・ロースター入りした。7月4日にDFAとなり、同日中にマイナー契約でAAA級シラキュースへ配属された。8月14日に再びメジャー契約を結んでアクティブ・ロースター入りした。この年は38試合に登板して防御率4.37、21奪三振を記録した。オフの10月29日にFAとなった。

### カブス時代
2019年2月6日にミネソタ・ツインズとマイナー契約を結び、スプリングトレーニングに招待選手として参加することになったが、3月24日にシカゴ・カブスとメジャー契約を結んだ。6月20日にDFAとなり、22日にマイナー契約で傘下のAAA級アイオワ・カブスへ配属された。7月23日にメジャー契約を結んでアクティブ・ロースター入りした。7月26日にDFAとなり、27日にマイナー契約でAAA級アイオワへ配属された。7月30日にFAとなった。

### レッズ傘下時代
2019年8月4日にシンシナティ・レッズとマイナー契約を結び、傘下のAAA級ルイビル・バッツへ配属された。11月4日にFAとなった 。

### ロッキーズ傘下時代
2020年1月9日にコロラド・ロッキーズとマイナー契約を結び、スプリングトレーニングに招待選手として参加することになった。この年は新型コロナウイルスの感染拡大の影響でマイナーリーグが開催されなかった。オフの11月2日にFAとなった。

### 現役引退後
2024年より、フィラデルフィア・フィリーズ傘下A級クリアウォーター・スレッシャーズの投手コーチに就任した。2025年からはフィリーズ傘下A+級ジャージーショア・ブルークロウズの投手コーチに昇格した。

## 投球スタイル
非常に小柄な体格ながら、変則的なオーバースローから常時92～94mph(約148～151km/h)、最速97mph(約156km/h)のフォーシームと切れ味鋭いカーブ、パームボールの握りでチェンジアップなどを繰り出し、三振の山を築く。マイナーでの奪三振率は13.3という高い数値を残している。マイナー時代はコントロールも良いとされていたが、メジャー昇格後は与四球率が上昇している。
投球スタイルが似ていることから、フィラデルフィア・フィリーズなどでクローザーとして活躍したミッチ・ウィリアムズと比較する声もある。

## 詳細情報

### 年度別投手成績
| 年 度    | 球 団    | 登 板 | 先 発 | 完 投 | 完 封 | 無 四 球 | 勝 利 | 敗 戦 | セ 丨 ブ | ホ 丨 ル ド | 勝 率 | 打 者 | 投 球 回 | 被 安 打 | 被 本 塁 打 | 与 四 球 | 敬 遠 | 与 死 球 | 奪 三 振 | 暴 投 | ボ 丨 ク | 失 点 | 自 責 点 | 防 御 率 | W H I P |
| -------- | -------- | ----- | ----- | ----- | ----- | -------- | ----- | ----- | -------- | ----------- | ----- | ----- | -------- | -------- | ----------- | -------- | ----- | -------- | -------- | ----- | -------- | ----- | -------- | -------- | ------- |
| 2011     | KC       | 68    | 0     | 0     | 0     | 0        | 4     | 4     | 0        | 11          | .500  | 295   | 67.0     | 52       | 5           | 48       | 2     | 2        | 60       | 3     | 0        | 28    | 27       | 3.63     | 1.49    |
| 2012     | KC       | 72    | 0     | 0     | 0     | 0        | 5     | 4     | 0        | 11          | .556  | 295   | 69.2     | 55       | 8           | 34       | 8     | 2        | 93       | 3     | 0        | 29    | 26       | 3.36     | 1.28    |
| 2013     | KC       | 66    | 0     | 0     | 0     | 0        | 3     | 6     | 0        | 21          | .333  | 233   | 53.1     | 49       | 3           | 28       | 1     | 0        | 52       | 0     | 0        | 26    | 21       | 3.54     | 1.44    |
| 2014     | KC       | 22    | 0     | 0     | 0     | 0        | 0     | 3     | 0        | 1           | .000  | 90    | 21.0     | 18       | 2           | 11       | 0     | 2        | 15       | 1     | 0        | 9     | 9        | 3.86     | 1.38    |
| 2018     | WSH      | 38    | 0     | 0     | 0     | 0        | 0     | 0     | 0        | 4           | ----  | 99    | 22.2     | 23       | 5           | 12       | 0     | 0        | 21       | 1     | 0        | 11    | 11       | 4.37     | 1.54    |
| 2019     | CHC      | 9     | 0     | 0     | 0     | 0        | 0     | 0     | 0        | 0           | ----  | 38    | 8.2      | 9        | 1           | 3        | 0     | 0        | 4        | 0     | 0        | 3     | 3        | 3.12     | 1.38    |
| MLB：6年 | MLB：6年 | 275   | 0     | 0     | 0     | 0        | 12    | 17    | 0        | 48          | .414  | 1050  | 242.1    | 206      | 24          | 136      | 11    | 6        | 245      | 8     | 0        | 106   | 97       | 3.60     | 1.41    |

### 背番号
- 55（2011年 - 2014年、2018年）
- 37（2019年）

### 代表歴
- 2013 ワールド・ベースボール・クラシック・アメリカ合衆国代表